# Velva Elaine Rudd
Velva Elaine Rudd (* 1910 - 9 de diciembre de 1999) fue una botánica estadounidense.
Estaba especializada en Fabaceae, habiendo publicado más de 70 estudios de varias especies tropicales de esa familia. 
En 1973, se retiró como curadora del Herbario Nacional, en el Smithsonian Institution de Washington D. C., y se trasladó a California. Pasó a ser investigadora principal del Departamento de Biología de la Universidad de California en Northridge hasta su fallecimiento.

## Honores
El género mexicano de leguminosas Ruddia Yakovlev 1971 fue nombrado en su honor, así como a varias especies de leguminosas, como:
- (Fabaceae) Dioclea ruddiae R.H.Maxwell
- (Fabaceae) Nissolia ruddiae Cruz Durán & M.Sousa
- (Fabaceae) Acacia ruddiae D.H.Janzen
- (Mimosaceae) Vachellia ruddiae (D.H.Janzen) Seigler & Ebinger

- La abreviatura «Rudd» se emplea para indicar a Velva Elaine Rudd como autoridad en la descripción y clasificación científica de los vegetales.[1]